# Sarıyer Belediyesi Spor Kulübü 2023-2024
Questa voce raccoglie le informazioni riguardanti il Sarıyer Belediyesi Spor Kulübü nelle competizioni ufficiali della stagione 2023-2024.

## Stagione
Il Sarıyer Belediyesi Spor Kulübü non utilizza alcuna denominazione sponsorizzata nella stagione 2023-24.
Si classifica al dodicesimo posto in Sultanlar Ligi, mentre in Coppa di Turchia si spinge fino ai quarti di finale, dove viene eliminato dal Fenerbahçe.

## Organigramma societario
Area direttiva
- Presidente: Hayrettin Dereli

Area tecnica
- Allenatore: Hasan Çelik
- Allenatore in seconda: Emin Abilov
- Assistente allenatore: Halil Demirkan, Onu Mahir Daşdemir
- Scoutman: Canberk Akyıldız

## Rosa
| N° | Nome                | Ruolo | Data di nascita  | Nazionalità sportiva |
| -- | ------------------- | ----- | ---------------- | -------------------- |
| 1  | Simay Kurt          | L     | 29 luglio 2000   | Turchia              |
| 3  | Cansın Şurgun       | C     | 15 gennaio 1992  | Turchia              |
| 4  | Işıl Öz             | L     | 12 aprile 1998   | Turchia              |
| 5  | Merve Nezir         | S     | 16 dicembre 1997 | Turchia              |
| 6  | Ceylan Arısan       | C     | 1º gennaio 1994  | Turchia              |
| 7  | Aslı Tecimer        | S     | 12 maggio 2000   | Turchia              |
| 8  | Kimberly Drewniok   | O     | 11 agosto 1997   | Germania             |
| 8  | Shi Bingtong        | S     | 6 febbraio 1998  | Cina                 |
| 9  | Mısra Aşçı          | P     | 26 gennaio 1998  | Turchia              |
| 10 | Merve Tanıl         | P     | 22 febbraio 1990 | Turchia              |
| 11 | Fulden Ural         | S     | 3 gennaio 1991   | Turchia              |
| 12 | Aleyna Vence        | C     | 5 ottobre 1998   | Turchia              |
| 14 | Polina Šemanova     | S     | 21 gennaio 2001  | Russia               |
| 15 | Merelin Nikolova    | O     | 17 maggio 2003   | Bulgaria             |
| 17 | Begüm Hepkaptan     | C     | 25 giugno 1997   | Turchia              |
| 22 | Simone Lee          | S     | 7 ottobre 1996   | Stati Uniti          |
| 24 | Çağla Erdem         | O     | 18 giugno 1998   | Turchia              |
| 44 | Karmen Aksoy        | C     | 8 luglio 2003    | Turchia              |
| 71 | Jaroslava Simonenko | S     | 27 giugno 1996   | Russia               |

## Statistiche

### Statistiche di squadra
| Competizione     | Punti | In casa | In casa | In casa | In trasferta | In trasferta | In trasferta | Totale | Totale | Totale |
| Competizione     | Punti | G       | V       | P       | G            | V            | P            | G      | V      | P      |
| ---------------- | ----- | ------- | ------- | ------- | ------------ | ------------ | ------------ | ------ | ------ | ------ |
| Sultanlar Ligi   | 21    | 13      | 4       | 9       | 13           | 2            | 11           | 26     | 6      | 20     |
| Coppa di Turchia | 9     | 0       | 0       | 0       | 1            | 0            | 1            | 4      | 3      | 1      |
| Totale           | -     | 13      | 4       | 9       | 14           | 2            | 12           | 30     | 9      | 21     |

G = partite giocate; V = partite vinte; P = partite perse

### Statistiche dei giocatori
| Giocatrice   | Campionato | Campionato | Campionato | Campionato | Campionato | Coppa di Turchia | Coppa di Turchia | Coppa di Turchia | Coppa di Turchia | Coppa di Turchia | Totale | Totale | Totale | Totale | Totale |
| Giocatrice   | P          | PT         | AV         | MV         | BV         | P                | PT               | AV               | MV               | BV               | P      | PT     | AV     | MV     | BV     |
| ------------ | ---------- | ---------- | ---------- | ---------- | ---------- | ---------------- | ---------------- | ---------------- | ---------------- | ---------------- | ------ | ------ | ------ | ------ | ------ |
| K. Aksoy     | 17         | 100        | 72         | 22         | 6          | 1                | 2                | 1                | 1                | 0                | 18     | 102    | 73     | 23     | 6      |
| C. Arısan    | 19         | 43         | 28         | 7          | 8          | 3                | 9                | 7                | 2                | 0                | 22     | 52     | 35     | 9      | 8      |
| M. Aşçı      | 25         | 17         | 2          | 7          | 8          | 4                | 3                | 0                | 0                | 3                | 29     | 20     | 2      | 7      | 11     |
| K. Drewniok  | 13         | 178        | 162        | 9          | 7          | 3                | 55               | 47               | 5                | 3                | 16     | 233    | 209    | 14     | 10     |
| Ç. Erdem     | 24         | 98         | 81         | 12         | 5          | 3                | 6                | 6                | 0                | 0                | 27     | 104    | 87     | 12     | 5      |
| B. Hepkaptan | 25         | 163        | 111        | 34         | 18         | 4                | 22               | 12               | 8                | 2                | 29     | 185    | 123    | 42     | 20     |
| S. Kurt      | 26         | 0          | 0          | 0          | 0          | 4                | 0                | 0                | 0                | 0                | 30     | 0      | 0      | 0      | 0      |
| S. Lee       | 10         | 175        | 158        | 11         | 6          | 3                | 54               | 42               | 5                | 7                | 13     | 229    | 200    | 16     | 13     |
| M. Nezir     | 22         | 136        | 117        | 11         | 8          | 3                | 12               | 12               | 0                | 0                | 25     | 148    | 129    | 11     | 8      |
| M. Nikolova  | 13         | 173        | 147        | 3          | 23         | 1                | 1                | 1                | 0                | 0                | 14     | 174    | 148    | 3      | 23     |
| I. Öz        | 26         | 0          | 0          | 0          | 0          | 4                | 0                | 0                | 0                | 0                | 30     | 0      | 0      | 0      | 0      |
| P. Šemanova  | 8          | 90         | 77         | 7          | 6          | 0                | 0                | 0                | 0                | 0                | 8      | 90     | 77     | 7      | 6      |
| Shi B.       | 3          | 7          | 6          | 1          | 0          | 1                | 8                | 8                | 0                | 0                | 4      | 15     | 14     | 1      | 0      |
| J. Simonenko | 10         | 59         | 50         | 3          | 6          | 3                | 28               | 22               | 2                | 4                | 13     | 87     | 72     | 5      | 10     |
| C. Şurgun    | 1          | 1          | 1          | 0          | 0          | 1                | 0                | 0                | 0                | 0                | 2      | 1      | 1      | 0      | 0      |
| M. Tanıl     | 26         | 18         | 4          | 8          | 6          | 3                | 4                | 3                | 0                | 1                | 29     | 22     | 7      | 8      | 7      |
| A. Tecimer   | 23         | 71         | 60         | 8          | 3          | 4                | 15               | 11               | 2                | 2                | 27     | 86     | 71     | 10     | 5      |
| F. Ural      | 8          | 41         | 33         | 5          | 3          | 0                | 0                | 0                | 0                | 0                | 8      | 41     | 33     | 5      | 3      |
| A. Vence     | 22         | 69         | 48         | 19         | 3          | 2                | 14               | 7                | 7                | 0                | 24     | 83     | 55     | 26     | 3      |

P = presenze; PT = punti totali; AV = attacchi vincenti; MV = muri vincenti; BV = battute vincenti